# Will Gluck
Will Gluck (Nueva York, 1978) es un director de cine, guionista, payaso, humorista y compositor estadounidense.
Director de Peter Rabbit y Peter Rabbit 2

## Filmografía
- Fired Up! - (2009)
- Easy A - (2010)[1]
- Friends with Benefits - (2011)[2]
- Annie (película de 2014) -  (2014)
- Peter Rabbit - (2018)[3][4]
- Peter Rabbit 2 - (2020)[5]
- Anyone But You - (2023)